# بل (راین-هونسروک)
بل (به آلمانی: Bell) یک شهر در آلمان است که در راین-هونسروک واقع شده‌است. بل ۱٬۵۴۲ نفر جمعیت دارد.